# Myszarka
Myszarka (Apodemus) – rodzaj ssaków z podrodziny myszy (Murinae) w obrębie rodziny myszowatych (Muridae).

## Rozmieszczenie geograficzne
Rodzaj obejmuje gatunki występujące w Europie, Azji i Afryce.

## Morfologia
Długość ciała (bez ogona) 65–150 mm, długość ogona 65–146 mm, długość ucha 11–22 mm, długość tylnej stopy 17–28 mm; masa ciała 10–60 g.

## Systematyka
Rodzaj zdefiniował w 1829 roku niemiecki paleontolog i przyrodnik Johann Jakob Kaup w książce swojego autorstwa o tytule Zarys historii ewolucji i system naturalny europejskiego świata zwierząt. Gatunkiem typowym jest (oznaczenie monotypowe) myszarka polna (A. agrarius).

### Etymologia
- Apodemus: gr. αποδημος apodēmos ‘być poza domem, za granicą’[14].
- Nemomys: gr. νεμος nemos ‘pastwisko, polana’, od νεμω nemō ‘jechać na pastwisko’[15]; μυς mus, μυος muos ‘mysz’[16]. Gatunek typowy (oryginalne oznaczenie): Mus sylvaticus Linnaeus, 1758.
- Sylvaemus: łac. sylva „las”[17]; mus, muris „mysz” od μυς mus, μυος muos ‘mysz’[16]. Gatunek typowy (oryginalne oznaczenie): Mus sylvaticus Linnaeus, 1758.
- Alsomys: gr. αλσος alsos, αλσεος alseos ‘lasek, gaj’[18]; μυς mus, μυος muos ‘mysz’[16]. Gatunek typowy (oryginalne oznaczenie): Mus sylvaticus major Radde, 1862 (= Micromys specious peninsulae O. Thomas, 1906).
- Petromys: gr. πετρα petra ‘skała’[19]; μυς mus, μυος muos ‘mysz’[16]. Gatunek typowy (oryginalne oznaczenie): Sylvaemus mystacinus epimelas Nehring, 1902.
- Karstomys: niem. karst „rodzaj ukształtowania terenu, zwykle z wieloma jaskiniami powstałymi w wyniku rozpuszczania wapienia przez podziemne wody”[8]; gr. μυς mus, μυος muos ‘mysz’[16].
- Bihorimys: Bihor, Rumunia; gr. μυς mus, μυος muos „mysz”[9]. Gatunek typowy (oryginalne oznaczenie): †Parapodemus (Bihorimys) betfiensis Terzea, 1994.

### Podział systematyczny
Do rodzaju należą następujące występujące współcześnie gatunki:
| Grafika | Gatunek              | Autor i rok opisu                        | Nazwa zwyczajowa    | Podgatunki         | Rozmieszczenie geograficzne | Podstawowe wymiary                              | Status IUCN |
| ------- | -------------------- | ---------------------------------------- | ------------------- | ------------------ | --- | ----------------------------------------------- | ----------- |
|         | Apodemus gurkha      | O. Thomas, 1924                          | myszarka himalajska | gatunek monotypowy | endemit Nepalu: rododendronowy i iglasty las górski; zakres wysokości: 2200–3600 m n.p.m. | DC: 8,5–11,6 cm DO: 9,7–13 cm MC: 23–40 g       | LC          |
|         | Apodemus argenteus   | (Temminck, 1845)                         | myszarka srebrna    | gatunek monotypowy | endemit Japonii: Hokkaido, Honsiu, Sikoku, Kiusiu i pobliskie wyspy; zakres wysokości: 0–2500 m n.p.m. | DC: 6,5–10 cm DO: 7–11 cm MC:10 20– g           | LC          |
|         | Apodemus witherbyi   | (O. Thomas, 1902)                        | myszarka stepowa    | gatunek monotypowy | południowo-wschodnia Ukraina (na wschód od rzeki Dniepr) i wschodnie Wyspy Egejskie (Grecja) na wschód do północnego Iranu i Turkmenistanu, na południe do Izraela i północno-zachodniej Jordanii; zakres wysokości: do 2800 m n.p.m.                                                                              | DC: 7,7–11 cm DO: 7,5–11,8 cm MC: 16–34 g       | LC          |
|         | Apodemus sylvaticus  | (Linnaeus, 1758)                         | myszarka zaroślowa  | gatunek monotypowy | Europa (od Islandii i Półwyspu Iberyjskiego na wschód do południowo-zachodniej europejskiej części Rosji i wschodniej Ukrainy), Maroko, Algieria i Tunezja; zakres wysokości: 0–2000 m n.p.m. | DC: 8–11 cm DO: 7–11,5 cm MC: 14–30 g           | LC          |
|         | Apodemus hyrcanicus  | Vorontsov, Boyeskorov & Mezhzherin, 1992 | myszarka kaukaska   | gatunek monotypowy | południowo-wschodni Azerbejdżan i północny Iran wzdłuż wybrzeża Morza Kaspijskiego; zakres wysokości: do 2000 m n.p.m. | DC: 9,5–10,5 cm DO: 9,4–10,7 cm MC: 22–35 g     | NT          |
|         | Apodemus ponticus    | (Sviridenko, 1936)                       | myszarka pontyjska  | gatunek monotypowy | Kaukaz (południowa europejska część Rosji, Gruzja, Armenia i Azerbejdżan) i północno-zachodni Iran (góry Zagros) | DC: 8,3–10,3 cm DO: 9,7–10,4 cm MC: brak danych | LC          |
|         | Apodemus flavicollis | (Melchior, 1834)                         | myszarka leśna      | gatunek monotypowy | Europa, od Wysp Brytyjskich i północnej Hiszpanii na wschód do gór Ural, na południowy wschód do północnego Izraela i zachodniego Iranu (góry Zagros); zakres wysokości: 0–2500 m n.p.m. | DC: 8,1–13 cm DO: 8,6–13,5 cm MC: 22–56 g       | LC          |
|         | Apodemus rusiges     | G.S. Miller, 1913                        | myszarka kaszmirska | gatunek monotypowy | północny Pakistan i przyległe północno-zachodnie Indie; zakres wysokości: 1980–3350 m n.p.m. | DC: 7,7–11,2 cm DO: 7,8–12,2 cm MC: około 37 g  | LC          |
|         | Apodemus alpicola    | Heinrich, 1952                           | myszarka alpejska   | gatunek monotypowy | Alpy w południowo-wschodniej Francji, Szwajcarii, południowych Niemczech, Liechtensteinie, Austrii i północnych Włoszech; zakres wysokości: 500–2400 m n.p.m. | DC: 7,8–11,4 cm DO: 10–13,4 cm MC: 28–43 g      | LC          |
|         | Apodemus uralensis   | (Pallas, 1811)                           | myszarka zielna     | gatunek monotypowy | od środkowej i wschodniej Europy na wschód przez Rosję, północną Turcji (Anatolia) i Kaukaz do zachodniej Chińskiej Republiki Ludowej (Sinciang); zakres wysokości: 0–1400 m n.p.m. | DC: 7–10,5 cm DO: 6,5–11 cm MC: 13–28 g         | LC          |
|         | Apodemus pallipes    | (Barrett-Hamilton, 1900)                 | myszarka pamirska   | gatunek monotypowy | Afganistan, południowy Kirgistan, Tadżykistan, północny Pakistan, skrajnie południowo-zachodnia Chińska Republika Ludowa (Tybet), północno-zachodnie Indie i zachodni Nepal; zakres wysokości: 1460–3970 m n.p.m.                                                                                                  | DC: 7,2–11 cm DO: 7–11 cm MC: brak danych       | LC          |
|         | Apodemus mystacinus  | (Danford & Alston, 1877)                 | myszarka skalna     | gatunek monotypowy | Grecja (Kreta i Wyspy Egejskie), Turcja (Anatolia), zachodnia Gruzja, zachodnia Syria, Liban, północny Izrael, Palestyna, Jordania i północny Irak; zakres wysokości: 0–2700 m n.p.m. | DC: 9,8–13,2 cm DO: 9,8–14,5 cm MC: 25–57 g     | LC          |
|         | Apodemus epimelas    | (Nehring, 1902)                          | myszarka bałkańska  | gatunek monotypowy | Chorwacja (wyspy Korčula i Mljet), przez Półwysep Bałkański do Wysp Jońskich i Egejskich (Grecja); zakres wysokości: 0–1620 m n.p.m. | DC: 10–15 cm DO: 10,2–14,6 cm MC: 28–56 g       | LC          |
|         | Apodemus speciosus   | (Temminck, 1845)                         | myszarka japońska   | gatunek monotypowy | endemit Japonii: Hokkaido, Honsiu, Sikoku, Kiusiu i wiele mniejszych wysp | DC: 8–14 cm DO: 7–13 cm MC: 20–60 g             | LC          |
|         | Apodemus agrarius    | (Pallas, 1771)                           | myszarka polna      | gatunek monotypowy | środkowa Europa na wschód do południowo-środkowej Syberii i północno-zachodniej Chińskiej Republiki Ludowej, rozłącznie na Rosyjskim Dalekim Wschodzie i w Mongolii na południe do północnej Mjanmy, południowej Chińskiej Republiki Ludowej, Tajwanu i Japonii (Wyspy Senkaku); zakres wysokości: 0–1750 m n.p.m. | DC: 7,5–12 cm DO: 6,5–11,5 cm MC: 16–38 g       | LC          |
|         | Apodemus chevrieri   | (Milne-Edwards, 1868)                    | myszarka chińska    | gatunek monotypowy | endemit Chińskiej Republiki Ludowej: południowe Gansu, południowe Shaanxi, Syczuan, Chongqing, zachodnie Hubei, Junnan, Kuejczou i Hunan; zakres wysokości: 300–1800 m n.p.m. | DC: 8,8–11 cm DO: 8,3–10,5 cm MC: brak danych   | LC          |
|         | Apodemus latronum    | O. Thomas, 1911                          | myszarka wielkoucha | gatunek monotypowy | północno-wschodnie Indie, północna Mjanma, Chińska Republika Ludowa (wschodnie Qinghai, wschodni Tybet, Syczuan i północny Junnan); zakres wysokości: 2700–4000 m n.p.m. | DC: 9,2–10,7 cm DO: 10–12 cm MC: brak danych    | LC          |
|         | Apodemus peninsulae  | (O. Thomas, 1907)                        | myszarka koreańska  | gatunek monotypowy | południowa Syberia i Rosyjski Daleki Wschód, Mongolia, północno-wschodnia i środkowa Chińska Republika Ludowa, Półwysep Koreański oraz północna Japonia (Hokkaido); zakres wysokości: do 4000 m n.p.m. | DC: 8–11,8 cm DO: 7,5–10,3 cm MC: 19–27 g       | LC          |
|         | Apodemus nigrus      | Ge Deyan, Feijó & Yang Qisen, 2019       |                     | gatunek monotypowy | endemit Chińskiej Republiki Ludowej: wyżyny rezerwatu przyrody góry Fanjing Shan (Kuejczou) i rezerwatu przyrody góry Jinfo (Chongqing) | DC: 9,2–10,7 cm DO: 9,3–11 cm MC: 20–33 g       | NE          |
|         | Apodemus semotus     | O. Thomas, 1908                          | myszarka tajwańska  | gatunek monotypowy | endemit Tajwanu: głównie w terenach górskich; zakres wysokości: 1400–3700 m n.p.m. | DC: 8,2–10 cm DO: 10–11,9 cm MC: 18,5–39 g      | LC          |
|         | Apodemus ilex        | O. Thomas, 1922                          |                     | gatunek monotypowy | południowo-środkowa Chińska Republika Ludowa (wschodni Tybet do Syczuanu i Junnanu), północno-wschodnie Indie oraz północna i północno-środkowa Mjanma | DC: brak danych DO: brak danych MC: brak danych | NE          |
|         | Apodemus draco       | (Barrett-Hamilton, 1900)                 | myszarka smocza     | gatunek monotypowy | endemit Chińskiej Republiki Ludowej: Kuejczou i Chongqing na wschód do Hebei i Fujian; zakres wysokości: do 3820 m n.p.m. | DC: brak danych DO: brak danych MC: brak danych | LC          |

Kategorie IUCN:  LC  – gatunek najmniejszej troski,  NT  – gatunek bliski zagrożenia;  NE  – gatunki niepoddane jeszcze ocenie.
Opisano również szereg gatunków wymarłych:

- Apodemus agustii Martín-Suárez, 1988[23] (Hiszpania; pliocen)
- Apodemus alae Nesin, 2011[24] (Ukraina; miocen)
- Apodemus alsomyoides Schaub, 1938[25] (Węgry; plejstocen)
- Apodemus argyropuloi Topachevsky, 1977[26] (Ukraina; plejstocen)
- Apodemus atavus F. Heller, 1936[27] (Niemcy; pliocen)
- Apodemus barbarae (Van de Weerd, 1976)[28] (Hiszpania; pliocen)
- Apodemus betfiensis (Terzea, 1994)[9] (Rumunia; plejstocen)
- Apodemus dominans Kretzoi, 1959[29] (Węgry; pliocen)
- Apodemus etruscus Engesser, 1989[30] (Włochy; miocen)
- Apodemus gorafensis Ruiz Bustos, Sesé Benito, Dabrio, Peña & Padial, 1984[31] (Hiszpania; pliocen)
- Apodemus gudrunae Van de Weerd, 1976[32] (Hiszpania; miocen)
- Apodemus hariensis (Vasishat, 1985)[33] (Indie; miocen)
- Apodemus jeanteti Michaux, 1967[34] (Francja; pliocen)
- Apodemus jordanicus (Haas, 1966)[35] (Izrael; plejstocen)
- Apodemus lewisi (Newton, 1899)[36] (Wielka Brytania; plejstocen)
- Apodemus lii Qiu Zhuding & Storch, 2000[37] (Chińska Republika Ludowa; pliocen)
- Apodemus lugdunensis (Schaub, 1938)[38] (Francja; pliocen)
- Apodemus maastrichtiensis Van Kolfschoten, 1985[39] (Holandia; plejstocen)
- Apodemus mannu Thaler, 1974[40] (Włochy; pliocen)
- Apodemus meini (Martín-Suárez & Freudenthal, 1993)[41] (Hiszpania; muiocen)
- Apodemus pasquierae (Aguilar & Michaux, 1996)[42] (Francja; pliocen–plejstocen)
- Apodemus qiui Wu Wenyu & Flynn, 1992[43] (Chińska Republika Ludowa; pliocen)
- Apodemus whitei Hinton, 1915[44] (Wielka Brytania; fanerozoik)
- Apodemus zhangwagouensis Wu Wenyu & Flynn, 1992[45] (Chińska Republika Ludowa; pliocen)